# В поисках радости (пьеса)
«В поисках радости» — пьеса Виктора Розова, комедия в двух действиях.
Светлое, доброе, позитивное произведение, проникнутое верой в лучшие человеческие качества. Действие происходит в узком, чисто семейном кругу, в событиях повседневной жизни. Современность пьесы обусловлена тем, что нравственный выбор её героев в том или ином варианте приходится делать людям во все времена, ответ на морально-этические вопросы, поставленные автором пьесы перед своими героями, ищут все люди.

## История
Пьеса стала пятой в творчестве драматурга.
Премьера состоялась 5 декабря 1957 года на сцене Большого драматического театра имени Горького (БДТ). Режиссёр И. П. Владимиров. Сергей Юрский дебютировал в спектакле в роли Олега. В спектакле были заняты тогда уже пожилая Ольга Георгиевна Казико, один из опорных артистов БДТ Николай Павлович Корн, очень популярный уже Владислав Стржельчик (возможно, впервые в своей жизни в отрицательной роли), тогда ещё мало знаменитый Ефим Копелян, уже замеченные публикой и критикой Зинаида Шарко и Кирилл Лавров, молодежь — Люда Шувалова, Лариса Светлова, Валя Таланова, Изиль Заблудовский, а также Аханов. Поставили спектакль очень быстро — репетиции начались 30 сентября и все твёрдо знали, что премьера будет 5 декабря, режиссёр, молодой Игорь Владимиров, сказал: «Пьеса мне очень нравится. Надеюсь, вам тоже». Юрский позднее вспоминал, что работалось очень славно, режиссёр не командовал и «не обучал», раздавая задания и придирчиво их исполнение проверяя, а «дирижировал» разновозрастным «актёрским оркестром», при том будучи доброжелательным и весёлым зрителем их проб и поисков. Спектакль имел большой успех.
Вскоре после премьерной постановке в театре «Современник» пьесы Розова «Вечно живые» (1957 год), там же была поставлена и «В поисках радости» с Олегом Табаковым в роли Олега Савина. Сам актёр позднее говорил, что очень любит этого своего героя за его человеческую ясность, оптимизм, неотступность от своих убеждений, сочетающимися с ершистостью и максимализмом. По мнению актёра, его герой рубит мебель мстя тупому мещанству, а вовсе не по несдержанности. Исполнение этой роли стало для актёра поводом говорить о своём поколении «вещи дорогие, серьёзные и сокровенные», что и обеспечило его успех в спектакле. По воспоминаниям Игоря Кваши, договор о постановке этого спектакля группой актёров, создающих в это время «Современник», был подписан ими с МХАТом, срок сдачи спектакля был установлен 25 декабря 1957 года, однако в процессе работы над спектаклем возник «репертуарный зигзаг», когда часть занятых в спектакле актёров вопреки мнению Олега Ефремова решила поставить спектакль по пьесе Александра Галича «Матросская тишина» (главные роли в нём были отданы Евгению Евстигнееву и Игорю Кваше), этот спектакль не получил разрешение на выпуск на сцену, и тогда вернулись к репетициям «В поисках радости».
В 1957 году пьеса была поставлена режиссёром Павлом Холмским в Рижском театре юного зрителя (режиссёр-постановщик был занят в спектакле в роли Олега Савина), на гастролях театра в Москве спектакль по своей пьесе видел В. Розов. В том же году в Центральном детском театре (ЦДТ) к десятилетию сотрудничества драматурга и театра спектакль был поставлен Анатолием Эфросом, роли в спектакле исполняли Валентина Сперантова, Г. Печников, Т. Надеждина, Ю. Комаров, К. Устюгов, М. Куприянова, Е. Перов, А. Шмаков, А. Соболева, А. Дмитриева, Р. Чумак, З. Сажин, Е. Фирсова, В. Туманова.
В 1960 году пьеса была экранизирована на киностудии «Мосфильм» — художественный фильм «Шумный день» сняли совместно режиссёры Георгий Натансон и Анатолий Эфрос, в основном в фильме были заняты хорошо известные Эфросу артисты ЦДТ, из артистов «Современника» на съёмки были приглашены Олег Табаков и Лилия Толмачёва.
В снятом в 1982 году Михаилом Козаковым фильме «Покровские ворота» есть эпизод, когда тётушка Костика (Софья Пилявская) стоит в очереди за билетами в театр, на афише объявление о спектакле «В поисках радости» по пьесе Виктора Розова. Для режиссёра фильма, Михаила Козакова, такой эпизод важен потому, что в этом спектакле в своё время он принимал участие юным артистом, да и обстановка в спектакле и в фильме схожи — и там, и там действие разворачивается в коммунальных квартирах.
В интервью Валентине Жегис Виктор Розов приводил эту свою пьесу как пример того, что от искусства не надо ждать какого-то моментального воздействия, обличаемый в пьесе «вещизм» не был побеждён и ко времени интервью (с публикации пьесы и её первых постановок прошло 25 лет).

## Сюжет
В московской коммунальной квартире с утра весеннего дня и до его вечера в большой семье, у её соседей, у их знакомых происходит много важных событий — первое признание в любви, мечты деревенского паренька, приехавшего в Москву в гости… Динамичное действие заставляет всех пройти экзамен судьбы.
Старший сын главы семьи Савиных, Клавдии Васильевны, Фёдор и его молодая жена Лена ожидают скорого переезда на свою жилплощадь, но уже сейчас Лена все свои силы и большую часть средств мужа расходует на приобретение обстановки для своей новой квартиры, добывая огромными усилиями дорогостоящую мебель. Она бесконечно дорожит своими покупками (например, укутывает их защитными покрывалами), создав настоящий культ этих вещей. Савиным посещают гости — отец и сын Лапшины, они часто приезжают к соседу Савиных и останавливаются в их квартире. Лапшины непросто относятся друг к другу — Лапшин-старший груб по отношению к сыну, не только к нему, но и к жене (что известно по рассказам) допускает оскорбления и рукоприкладство. При этом он искренне считает, что знает нравственные законы правильной жизни и проповедует их. Появляются у Савиных соседка, Таисия Николаевна, и её дочь, Марина. По рассказам Марины её мать связана с какими-то подозрительными особами, явно занятыми какими-то махинациями с потребительскими товарами. Воцарившийся в семье Савиных вещизм вызывает ропот домочадцев, а резко против него выступает младший Савин — Олег — в кульминационной сцене он дедовской саблей рубит «драгоценный» гарнитур. Сначала скрытно, а в конце пьесы — открыто отцу сопротивляется Геннадий. Конец пьесы оставляет добрую надежду на благополучное устройство жизни многих героев пьесы — Татьяна отказывается от ухаживаний «умеющего устроиться в жизни» солидного жениха Леонида Павловича. Николай решает опекать Марину, осиротевшую после задержания Таисии Николаевны милицией, Геннадий объясняется с нравящейся ему Татьяной, и оказывается его симпатия взаимна, да и над своим отцом он одерживает нравственную победу.

## Персонажи
- Клавдия Васильевна Савина — 48 лет.
- Фёдор — 28 лет; Татьяна — 19 лет; Николай — 18 лет; Олег — 15 лет — её дети.
- Леночка, жена Фёдора,-- 27 лет.
- Иван Никитич Лапшин — 46 лет.
- Геннадий, его сын — 19 лет.
- Таисия Николаевна — 43 лет.
- Марина, её дочь,-- 18 лет.
- Леонид Павлович — 32 лет.
- Василий Ипполитович (дядя Вася) — сосед Савиных.
- Фира Канторович, Вера Третьякова — ученицы 8-го класса.

## Постановки
- Большой драматический театр

Режиссёр — Игорь Владимиров
- Московский театр на Таганке. Премьера: 7 февраля 2013 г.

Режиссёр-постановщик — Юрий Ардашев
- Театр имени Ленинского комсомола

Режиссёр — А. А. Белинский
- Центральный детский театр

Режиссёр — Анатолий Эфрос

## Критика
В интервью «Относиться к Пушкину по-пушкински» («Литературная Россия», февраль 1978) Сергей Юрский рассказал, что готовя роль Олега Савина в этой пьесе он, совместно с режиссёром Игорем Владимировым, подразумевал личность молодого Пушкина. Об этом тогда не говорили вслух, но внимательная критика, по мнению Юрского, их заметила, а значит пушкинские черты проявились.
«Мхатовским» назвала этот спектакль Натэлла Лоркипанидзе («Московский комсомолец», 17 декабря 1957), поскольку очень полно, по её мнению, были выражены в нём то, что было принято считать художественными принципами МХАТа. Она отмечает отсутствие пустых или незначительных эпизодов и точную и умную форму спектакля, лишенную броскости, очень скромную, но ощутимую (особенно впечатлили её перемещения героев по загроможденной Леночкиной мебелью комнате). При всём этом спектакль оставляет у неё доброе чувство раскрытием правды обычной жизни. В этом, по её мнению, цель спектакля и его победа".
А. Кочетов отмечал роль Олега как центральную фигуру спектакля — по-юношески страстного, непримиримого борца с серостью, застоем и дешевым благополучием в жизни ( А. Кочетов «В поисках радости». — Вечерний Ленинград. 1958. 21 января)
В книге «Записки старого сплетника.» (СПб. Библиополис, 1994) А. А. Белинский описывает сцены из спектакля, в которых, по его мнению, в окружении жизненных героев пьесы, рядом с мудро и трогательно воплощёной Ольгой Казико матерью и хорошим крестьянским пареньком в белом пейзанском парике, изображенным Кириллом Лавровым, метался лицейских лет Пушкин.
По мнению Инны Вишневской пьеса раскрывает суть её названия — она о поисках «радости духовной, радости общения, радости честного бытия»; она показывает, что богатство трудно переносимо, к богатству нужно подготовить души, иначе оно раздавит человека.
Ю. П. Ошеров считает, что время драматургии В. С. Розова не ушло, потому что проблемы культа вещей, подлинной совести и любви, процесс подмены любви корыстью, стремления удобно устроиться в жизни, предательство собственных ценностей чрезвычайно важны и современны.
Проявлением сильных отцовских чувств автора, поздно пришедшего в драматургию и поздно ставшего известным, видел в этой пьесе (как и в других — «Страница жизни», «В добрый час!», «Неравный бой») Евгений Калмановский («Уроки Виктора Сергеевича Розова»// «Аврора», № 8, 1983).